# SuriPop XVII
SuriPop XVII was een muziekfestival in Suriname in 2012. 
In de voorselectie koos de jury twaalf liederen. De finale werd op 3 augustus 2012 gehouden in de Anthony Nesty Sporthal (NIS) in Paramaribo. Sergio Emanuelson won dit jaar de Jules Chin A Foeng-trofee met zijn lied Koloku. Het werd gezongen door Lady Shaynah en Elvin Pool en gearrangeerd door Ornyl Malone.

## Finale
In de voorselectie koos de jury de volgende twaalf liederen:
| Nr. | Lied               | Componisten                    | Vocalisten                                     |
| --- | ------------------ | ------------------------------ | ---------------------------------------------- |
| 1   | Dansiman           | Rein Carrot                    | Derril Polion                                  |
| 2   | Bromki             | Vincenzo Hooplot               | Marilva Schaken en Artino Oldenstam            |
| 3   | Dream to happiness | Winston Echteld                | Emmely Kartoredjo                              |
| 4   | Powisi             | Cornelis Amafo                 | Joey van Riessen                               |
| 5   | Hor' pasensi       | Jeffrey Quartier               | Serge Guds                                     |
| 6   | Tan fu mi          | Eurydice van Coblijn           | Re-Play                                        |
| 7   | Woman              | Rudi Fernand en Eunice Fernand | Samantha Pater, Daphne King en Timonia Godlieb |
| 8   | Sori mi            | Harold Gessel                  | Maroef Amatstam                                |
| 9   | A wan              | Ultrice Rusland                | Molada Pinas                                   |
| 10  | Koloku             | Sergio Emanuelson              | Lady Shaynah en Elvin Pool                     |
| 11  | Nadie mas          | Peggy IJzer                    | Audrey Bakrude                                 |
| 12  | A ten n'e lon      | Randall Veira                  | Redencio Maxwell en Shaq                       |

## Uitslag
Hier volgt de top drie van de competitie:
1. Koloku van Sergio Emanuelson
2. Tan fu mi van Eurydice van Coblijn
3. Dream to happiness van Winston Echteld

Andere prijzen gingen naar de groep Re-Play voor Beste performance van Tan fu mi en Powisi werd bekroond als Beste video.
I (1982) · II (1983) · III (1984) · IV (1986) · V (1988) · VI (1990) · VII (1992) · VIII (1994) · IX (1996) · X (1998) · XI (2000) · XII (2002) · XIII (2004) · XIV (2006) · XV (2008) · XVI (2010) · XVII (2012) · XVIII (2014) · XIX (2016) · XX (2018) · XXI (2022) · Kerstsongeditie (2023) · XXII (2024)